# Gaillet boréal
Galium boreale
Espèce
Classification phylogénétique
Le gaillet boréal (Galium boreale L.) est une plante herbacée vivace de la famille des Rubiacées, du genre Galium.

## Distribution
En France, outre les régions montagneuses, on le trouve aussi dans des zones de basses altitudes (notamment dans l'Ouest).